# So What the Fuss
"So What the Fuss" is een single van Stevie Wonder op het album A Time to Love.
De single werd samen gezongen met Prince en de vier oorspronkelijke leden van En Vogue. De single werd niet echt een hit in de Billboard Hot 100, maar kwam wel op nummer 40 van de Billboard's r&b-hitlijst terecht.